# پرچم‌های آمریکای جنوبی
پرچم‌های کشورهای آمریکای جنوبی و سازمان‌های بین‌المللی مرتبط در زیر آمده است.

## سازمان‌های بین‌المللی

پرچم سازمان ملل
پرچم مرکوسور
پرچم انجمن ملل آند
پرچم اتحادیه اروپا
پرچم اتحادیه ملل آمریکای جنوبی
پرچم سازمان بین‌المللی فرانکوفونی
پرچم اوپک

## کشورها

پرچم آرژانتین همچنین ببینید: فهرست پرچم‌های آرژانتین
پرچم اروگوئه
پرچم اکوادور
پرچم برزیل همچنین ببینید: پرچم‌های ایالت‌های برزیل
پرچم بولیوی
پرچم پاراگوئه
پرچم پرو
پرچم سورینام
پرچم شیلی
پرچم کلمبیا
پرچم گویان
پرچم ونزوئلا

## قلمروها

پرچم جزایر فالکلند (پادشاهی متحده)
پرچم گویان فرانسه (بخش فراسوی دریاهای فرانسه)
پرچم جزایر جورجیای جنوبی و ساندویچ جنوبی (پادشاهی متحده)